# Borgartinget
Borgartinget (norrønt Borgarþingslog) var fra 1100-tallet det almindelige lagting for området Viken (Borgarþingslög), som omfattede kystområderne fra Göta älv (norrønt Elfir) til Rygjarbit (formodentlig ved Risør). Tinget har navn efter byen Borg (Sarpsborg) ved Sarpsfossen, som ifølge traditionen blev grundlagt af Olav den Hellige i 1016. Nogle historikere har ment, at Borgartinget som lagting er ældre end byen, mens andre har hævdet, at Borgartinget blev oprettet af Olav den Hellige selv.
En begivenhed i 1115 giver dog grundlag for at antage, at Borgartinget først blev oprettet efter dette tidspunkt. Parterne var lenmanden Sigurd Ranesson, som havde fået den såkaldte finneskat i len af Magnus Barfod, og Sigurd Jorsalfare, som gjorde gældende, at han som konge ikke var bundet af sin fars aftale med Sigurd Ranesson. I denne forbindelse nævnes kun følgende tre lagting i riget: Frostating, Gulating og Eidsivating.
Borgartinget dækkede sandsynligvis følgende områder:
- Vingulmark (Akershus og Østfold)
- Ranrike (Båhuslen)
- Vestfold
- Grenland